# فرودگاه محلی توماسویل
فرودگاه محلی توماسویل (به انگلیسی: Thomasville Regional Airport) یک فرودگاه همگانی با کد یاتا TVI است که یک باند فرود آسفالت دارد و طول باند آن ۱۶۷۵ متر است. این فرودگاه در کشور ایالات متحده آمریکا قرار دارد و در ارتفاع ۸۰ متری از سطح دریا واقع شده است.